# Сабля короля Александра I Карагеоргиевича

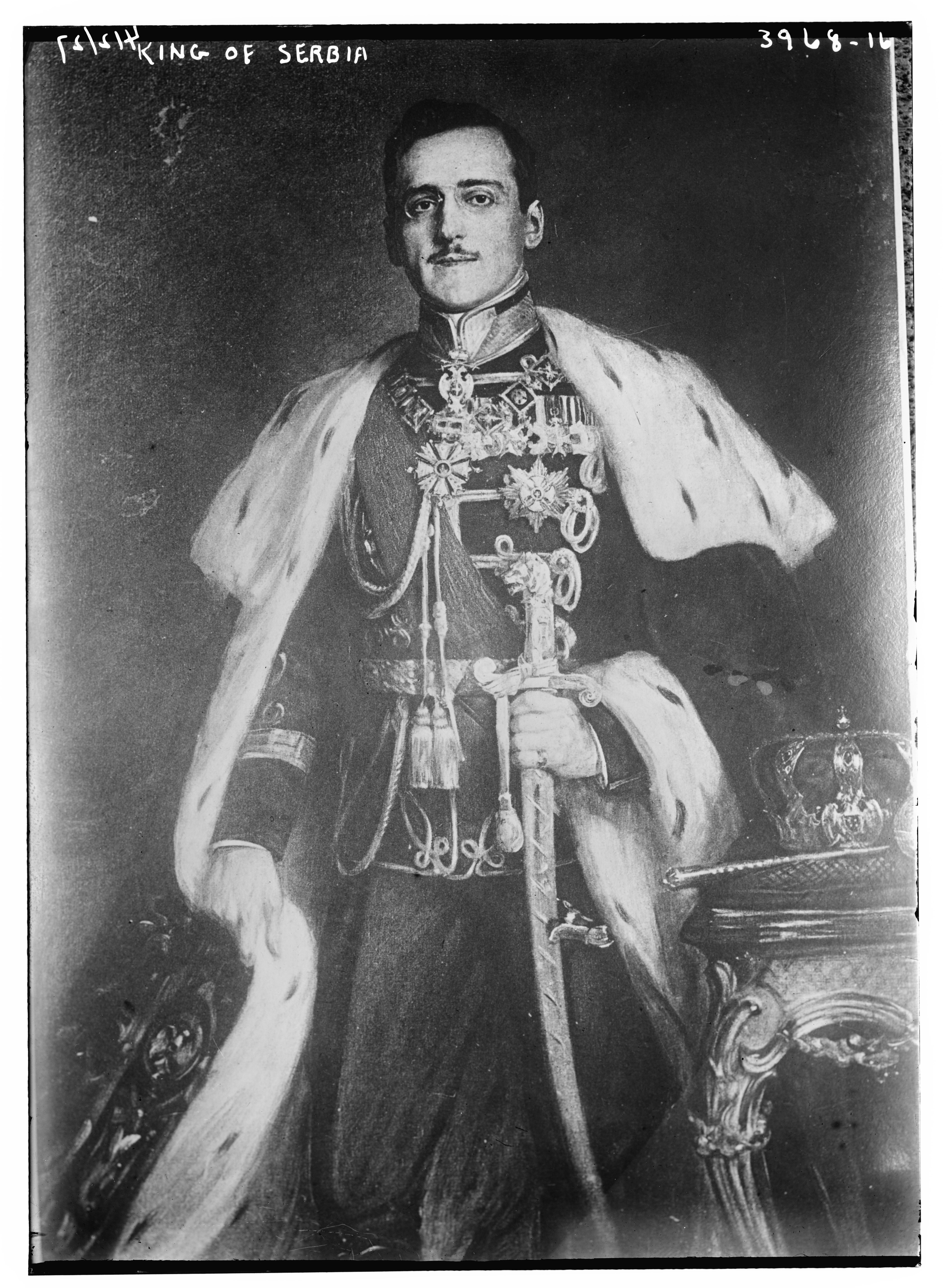
Александр I Карагеоргиевич с саблей (1921?)

Сабля короля Александра I Карагеоргиевича (серб. Сабља краља Александра I Карађорђевића) часто изображается вместе с королевскими регалиями Сербии (хотя формально и не входит в их число).
В собственности короля Александра находилось много различных клинков, но сабля с львиной головой на рукояти была его любимой, с ней он (а в дальнейшем — и его старший сын и наследник король Пётр) позировал на многих официальных портретах.
Это единственный королевский клинок, сохранившийся до наших дней.

## История

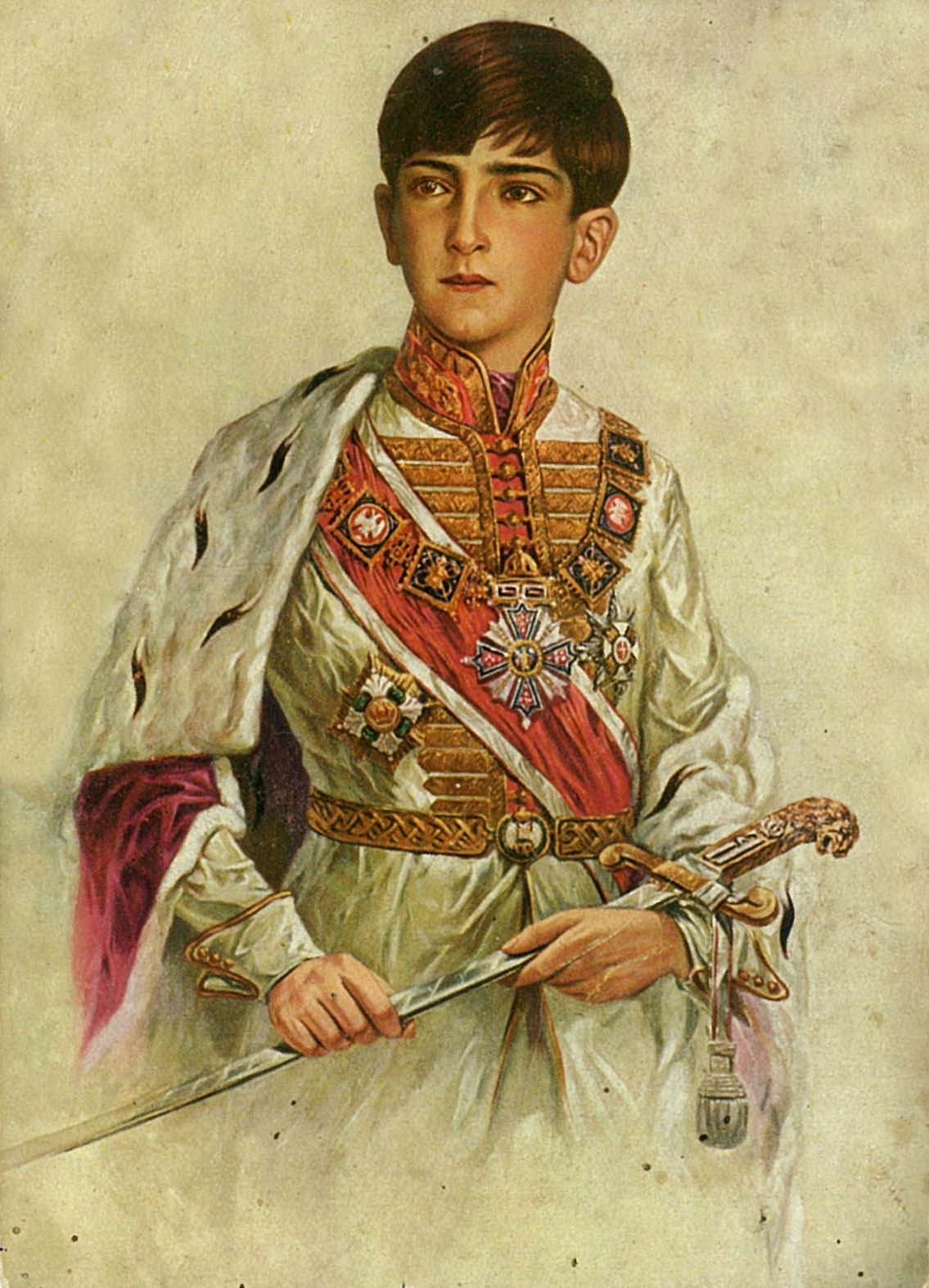
Пётр II Карагеоргиевич с саблей отца (1935)

Сабля была преподнесена Александру (тогда ещё наследному принцу) во время его официального визита в Боснию и Герцеговину 19-23 сентября 1920 года, когда он торжественно въехал в Сараево как главнокомандующий сербской армией в Первой мировой войне.
Впоследствии он появлялся с ней на многочисленных официальных мероприятиях и именно её несли сербские офицеры во время последнего прощания с королем в Белграде 18 октября 1934 года после убийства в Марселе.
В период между двумя мировыми войнами клинок хранился в часовне при королевском дворце.
После Второй мировой войны в 1947 году правительством Тито имущество королевской семьи было конфисковано. Сабля была передана Национальному музею в Белграде и забыта на много лет. Только в начале 1990-х её вновь выставили на всеобщее обозрение.

## Создание
Известно, что приобретение этого оружия было организовано поставщиками королевского двора ювелирам братьями Додер из Мостара. Существует несколько версий его изготовления, однако все они подвергаются сомнению:
1. Эфес и ножны были спроектированы и изготовлены самими братьями Додер, а клинок закуплен в Вене. Однако клейма на эфесе и ножнах не совпадают с клеймами братьев (эти клейма до сих пор не идентифицированы специалистами).
2. Сабля была спроектирована членами оргкомитета по встрече принца и изготовлена мастером Карлом Радницким из Вены. Однако известно, что этот ювелир к моменту создания сабли уже умер.
3. Сабля была работой ювелирной мастерской Mayerhofer & Klinkosch[нем.] из Вены. Однако в 1918 году эта компания была продана концерну Krupp и на момент создания сабли уже не занималась предметами из драгоценных металлов.

## Описание
Рукоять из золоченой бронзы выполнена в виде оскаленной львиной головы, на ней помещены монограмма принца Александра из 31 бриллианта (31 год его жизни) под короной из 16 бриллиантов (16 лет со дня прихода Карагеоргиевичей к власти).
Клинок из высококачественной дамасской стали бельгийского производства, на одной его стороне кириллицей выгравировано «Королевичу Освободителю» (серб. Краљевићу Ослободиоцу), на обратной стороне латиницей «Верная Герцеговина 1920» (серб. Vjerna Hercegovina 1920).
Ножны из серебра, на них попеременно кириллицей и латиницей нанесены названия мест всех значительных сражений сербской армии во время войн 1912—1918 годов.

## Комментарии
1. ↑  Художник изобразил саблю не вполне корректно — при таком положении рукояти бриллиантовый вензель должен был бы находиться на её обратной стороне.